# Зноїле (Толмин)
Зноїле (словен. Znojile) — поселення в общині Толмин, Регіон Горишка, Словенія. Висота над рівнем моря: 675,1 м.